# تاريخ النقل بالسكك الحديدية في موريتانيا

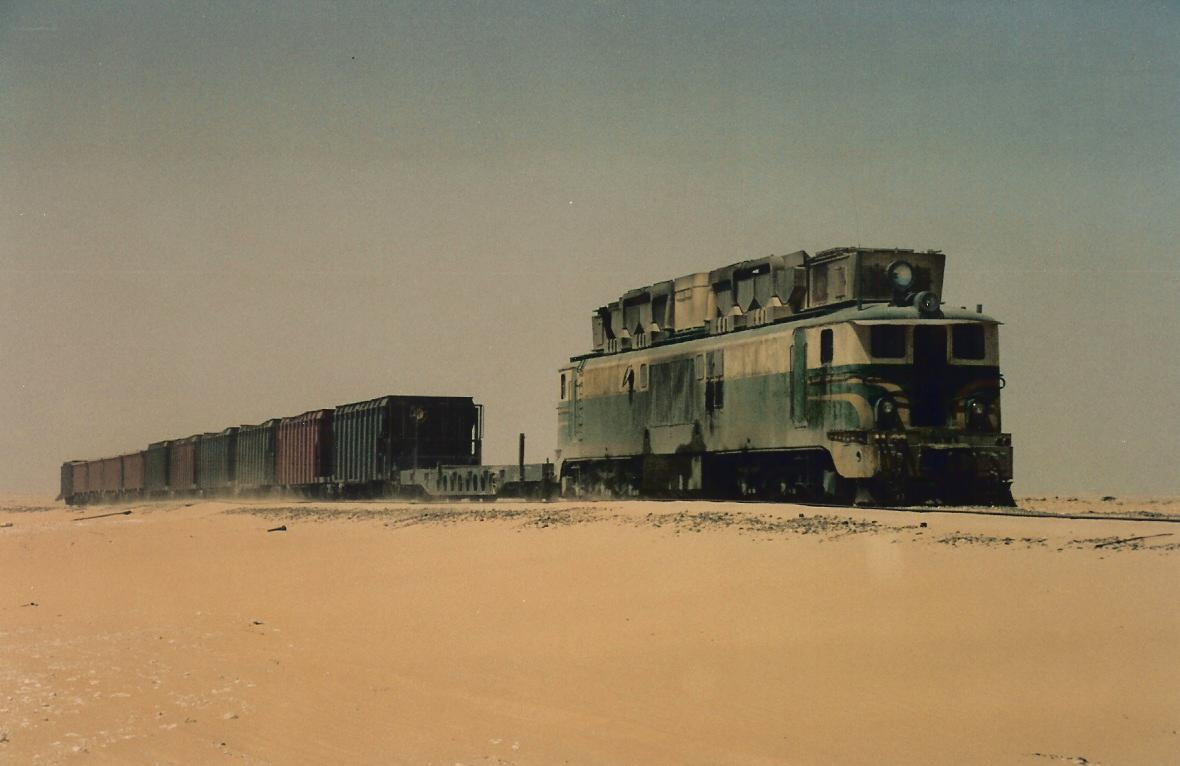
قاطرة على سكة حديد موريتانيا بقطار صيانة المسار، 1994.

بدأ تاريخ النقل بالسكك الحديدية في موريتانيا في عام 1940، مع بدء الأعمال التحضيرية لبناء سكة حديد موريتانيا، مسار واحد، 704 كيلومتر (437 ميل) خط قياسي يربط منجم حديد مقترح في الزويرات بميناء نواذيبو عبر افديرك وشوم. بدأ بناء الخط عام 1961 واكتمل عام 1963.

## جغرافية
الخط يتبع الحدود الشمالية لموريتانيا. تحت تأثير الإدارة الاستعمارية الفرنسية لما كان يُعرف آنذاك بغرب إفريقيا الفرنسية، تم تصميمه وبناؤه وفقًا للمعايير الأوروبية من قبل شركة موريتانيا لتعدين الحديد (MIFERMA). منذ عام 1974، كان مملوكًا من قبل الجمعية الحكومية الوطنية الصناعة والتعدين (SNIM).
في حوالي 460 كيلومتر (286 ميل) من نواذيبو، تمر سكة حديد موريتانيا في الأصل عبر 2 كيلومتر (1 ميل) نفق تشوم الطويل والمرتفع للغاية، لتجنب المرور عبر جزء من منطقة الوادي الذهبي في الصحراء الغربية، التي احتلتها إسبانيا بعد ذلك. منذ نهاية حرب الصحراء الغربية عام 1991، 5 كيلومتر (3 ميل) تم بناء تحويل الخط من خلال المنطقة الحرة التي تسيطر عليها البوليساريو في الوادي الذهبي، مما يتيح إغلاق نفق تشوم.
وقد تم استخدام الخط لنقل الركاب وكذلك خام الحديد. تم تشغيله في البداية من قبل القاطرات الفرنسية ألستوم طراز CC 01-21، ولكن تم التخلص منها تدريجيًا منذ عام 1997 واستبدالها بطراز EMD SDL40-2.